# AnnaSophia Robbová
AnnaSophia Robbová, nepřechýleně Robb (* 8. prosince 1993 Denver, Colorado) je americká filmová a televizní herečka a zpěvačka. Do popředí se dostala roku 2005 díky rolím ve filmech Because of Winn-Dixie a Karlík a továrna na čokoládu a o dva roky později ve filmu Most do země Terabithia. Zahrála si hlavní roli Carrie Bradshaw v seriálu The Carrie Diaries.

## Osobní život
Narodila se v Denveru v Coloradu. Její otec David Robb pracuje jako architekt a její matka Janet Robbová jako interiérový designér. Své křestní jméno získala po prababičce z matčiny strany, původem z Dánska, Anna Sophie a po prababičce z otcovy strany Anna Marie. Má ráda zpěv, snowboarding, rafting, irské tance a čtení, zejména knih ze série o Harrym Potterovi a historické fikce.
Od malička soutěžila v gymnastice a tanci, ale po čtyřech letech se rozhodla plně věnovat hraní. V současné době[kdy?] studuje prvním rokem střední školu a poté se hodlá věnovat studiu na vysoké škole. AnnaSophia Robbová je křesťanka a řekla, že její rodina je velice uzavřená. V roce 2014 začala studovat na Newyorské univerzitě.

## Kariéra
Poté, co si Anna Sophia zahrála v reklamě na McDonald's získala malou roli v epizodě Number One Fan v televizním seriálu Drake & Josh. Její první hlavní role byla v televizním speciálu Samantha: American Girl Holiday. V této roli měla vlasy obarveny na hnědou barvu. Její filmovou kariéru však nastartovala až filmová předělávka Tima Burtona Karlík a továrna na čokoládu (2005), kde si zahrála Fialku Garderobovou. Tento film se stal celosvětově úspěšný a pomohl Anně Sophii získat popularitu mezi mladými diváky. V roce 2005 se podílí na navrhování módních kolekce pro dívky. Dalším celosvětově úspěšným filmem, v kterém si zahrála hlavní roli spolu s Joshem Hutchersonem je Most do země Terabitha, který se poprvé objevil v kinech 16. února 2007. Téhož roku nahrála píseň „Keep Your Mind Wide Open“ pro televizní kanál Disney Channel. Píseň se objevila na 90. místě v žebříčku Billboard Hot 100. Předtím než začala hrát ve filmech, byla velkým fanouškem knih.
Další filmy ve kterých si zahrála byly Have Dreams, Will Travel, Spy School, Jumper, Útěk na Horu čarodějnic a další. I přes negativní recenze některých filmů sbírala AnnaSophia chválu. Filmový kritik Richard Schickel řekl: „Robbová odvádí skvělou práci, působí mimořádně vyspěle na někoho, kdo je tak mladý a získává si naše sympatie, aniž po ní žádáme“. O několik let později, v roce 2012 získává Anna Sophia hlavní roli jako Carrie Bradshaw v americkém televizním seriálu The Carrie Diaries. V říjnu 2013 začala natáčet film Jekyll Island, který by měl mít premiéru v roce 2017. V roce 2016 získala roli v druhé řadě seriálu Mercy Street.
V roce 2021 obsadila po boku zpěváka Eda Sheerana hlavní roli ve videoklipu k jeho písni „Shivers“.

## Filmografie

### Film
| Rok  | Název                         | Role                                    | Poznámky            |
| ---- | ----------------------------- | --------------------------------------- | ------------------- |
| 2005 | Co způsobil Winn-Dixie        | India Opal Buloni                       |                     |
| 2005 | Karlík a továrna na čokoládu  | Violet Beauregarde (Fialka Garderóbová) |                     |
| 2007 | Most do země Terabithia       | Leslie Burke                            |                     |
| 2007 | Krvavá sklizeň                | Loren McConnell                         |                     |
| 2008 | Jumper                        | mladá Millie                            |                     |
| 2008 | Have Dreams, Will Travel      | Cassie Kennington                       |                     |
| 2008 | Opravdový život               | Tara Reedy                              |                     |
| 2009 | Útěk na Horu čarodějnic       | Sara                                    |                     |
| 2010 | The Space Between             | Samantha „Sam“ Jean McCalin             |                     |
| 2011 | Surfařka                      | Bethany Hamilton                        |                     |
| 2013 | Nezapomenutelné prázdniny     | Susanna Thompson                        |                     |
| 2013 | Khumba                        | Tombi (hlas)                            |                     |
| 2014 | Funny or Die's Little Marmaid | Ariel                                   | krátkometrážní film |
| 2016 | Jack of the Red Hearts        | Jacqueline „Jack“ Ferguson              |                     |
| 2017 | Bankrot                       | Creason Clifton                         |                     |
| 2018 | Obludárium                    | Blah Blah Blah                          |                     |
| 2018 | Temné osnovy                  | Katherine „Kit“ Gordy                   |                     |
| 2019 | Words On Bathroom Walls       | Rebecca                                 |                     |

### Televize
| Rok       | Název                      | Role                 | Poznámky                |
| --------- | -------------------------- | -------------------- | ----------------------- |
| 2004      | Drake a Josh               | Lisa                 | díl: Number One Fan     |
| 2004      | Americká děvčata: Samantha | Samantha             | televizní film          |
| 2006      | Danny Phantom              | Danielle Phantom     | díl: Kindred Spirits    |
| 2008      | Spy School                 | Jackie Hoffman       | televizní film          |
| 2013–2014 | The Carrie Diaries         | Carrie Bradshaw      | hlavní role, 26 dílů    |
| 2014      | Robot Chicken              | Yasmin / Cleo (hlas) | díl: Catdog on Stick    |
| 2016–2017 | Mercy Street               | Alice Green          | 12 dílů                 |
| 2019      | Odhalení                   | Lacey                | mini-série, 6 dílů      |
| 2020      | Little Fires Everywhere    | mladá Elena          | díly: Duo a The Uncanny |

## Ocenění a nominace
| Rok  | Ocenění                     | Kategorie                                                                           | Film                               | Výsledek  |
| ---- | --------------------------- | ----------------------------------------------------------------------------------- | ---------------------------------- | --------- |
| 2004 | Young Artist Award          | Nejlepší výkon v televizním filmu, nebo minisérii – kategorie: mladá herečka        | Samantha: An American Girl Holiday | vítězství |
| 2006 | Young Artist Award          | Nejlepší výkon v celovečerním filmu (Komedie nebo Drama) – kategorie: mladá herečka | Co způsobil Winn-Dixie             | nominace  |
| 2007 | Young Artist Award          | Nejlepší výkon v celovečerním filmu – kategorie: mladá herečka                      | Most do země Terabithia            | vítězství |
| 2007 | Young Artist Award          | Nejlepší výkon v celovečerním filmu – kategorie: mladí herci/herečky                | Most do země Terabithia            | vítězství |
| 2007 | Critics' Choice Movie Award | Mladá herečka                                                                       | Most do země Terabithia            | nominace  |
| 2009 | Denver Film Festival Award  | Stoupající hvězda                                                                   |                                    | vítězství |
| 2013 | Teen Choice Award           | Průlomová hvězda                                                                    | The Carrie Diaries                 | nominace  |
| 2013 | Young Hollywood Award       | Superstar budoucnosti                                                               |                                    | vítězství |

## Pěvecká historie
| Rok  | Singl                      | Album                                            | Pozice v žebříčku |
| Rok  | Singl                      | Album                                            | US                |
| ---- | -------------------------- | ------------------------------------------------ | ----------------- |
| 2007 | „Keep Your Mind Wide Open“ | Píseň inspirována filmem Most do země Terabithia | 90                |